# Fjel
Fjél (iz staronorveškega fall, fjall, 'gora', 'visoka planota') je visoka in pusta krajinska značilnost, kot je gora ali visoka planota, pokrita z barjem. Izraz se najpogosteje uporablja v Fenoskandiji, na Islandiji, na otoku Man, v delih severne Anglije in na Škotskem.

## Etimologija
Beseda fell izhaja iz staronordijskih besed fall in fjall (obe obliki sta obstajali). Sorodno je z danskim fjeld, ferskim fjall in fjøll, islandskim fjall in fell, norveškim fjell z narečji fjøll, fjødd, fjedd, fjedl, fjill, fil in fel ter švedskim fjäll, ki se nanašajo na gore ki se dvigajo nad alpsko gozdno mejo.

## Nadmorske višine
V primerjavi z Alpami so meje višinskih pasov v pogorju bistveno nižje. Medtem ko je drevesna meja – ki jo v srednji Evropi tvorijo iglavci – med 2000 in 1500 m nadmorske višine v Alpah ali 1000 m v gorovju Harz, je – tam jo oblikuje puhasta breza – na 1100 m v južni Norveški, v skrajni severni Skandinaviji pa le na 500 m.
Gorska tundra - enako Fjell - ustreza alpski ravni. Zadnjim brezam v mokrotih sledi gost pas različnih glavatih, grmičastih polnih vrb. V sušnejših območjih se gozd ali vrbovje umaknejo resavam z borovnicami, brusnicami, sibirski črni mahunici, pritlikavimi brezami in drugimi grmi. Višje ko greste, bolj prevladujejo trave, grmičasti lišaji (jelenov mah itd.) in zelišča. V srednjealpskem gorovju uspevajo samo trajne trave in posebej prilagojene rastline tako imenovanih snežnih dolin. Pas zmrzali je le prehoden habitat za mahove in kamnite lišaje (npr. zemljevidni lišaj).

## Fenoskandija
Fjel je izraz za gore ali planote nad mejo iglastega gozda. Norveška beseda fjell in švedska fjäll pravzaprav pomenita samo 'gore'. V skandinavski geografiji se vse nordijske gorske verige z ledenodobnim značajem (majhne relativne razlike v višini, zaobljene oblike, doline v obliki črke U) imenujejo Fjell ali Fjäll. V ekologiji to običajno pomeni gorsko tundro nad gozdno mejo. V večini drugih jezikov je bila beseda sprejeta za označevanje visokogorskega tipa, ki je še posebej razširjen v zahodni in severni Skandinaviji.

### Norveška
Na Norveškem se fjell v običajni rabi na splošno razlaga preprosto kot vrh ali območje z večjo nadmorsko višino kot visoka planota, kar vodi do velike lokalne razlike v tem, kaj je opredeljeno kot fjell. Fjell se večinoma uporablja za območja nad gozdno mejo. Različne vrhove lahko imenujemo et fjell (gora). Visoke planote (pokrajina vidde), kot je Hardangervidda, prav tako veljajo za fjell. Profesor geografije na Univerzi v Bergnu, Anders Lundeberg, je problem povzel z izjavo: »Enostavno ni fiksne in nedvoumne definicije fjell«. Ivar Aasen je fjell opredelil kot 'visoko goro', predvsem s sklicevanjem na berg, ki doseže nadmorsko višino, kjer drevesa ne rastejo več, ås (hrib, greben) ali hei (barje, resava). Stalni izraz til fjells se nanaša na gore (ali gorovja) kot skupino in ne na določeno lokacijo ali določen vrh ("s" v til fjells je stara genitivna oblika, ki ostaja le v stalnih izrazih). Po Ivarju Aasenu se berg nanaša na pečine, kamninsko podlago in opazne vzpetine površja, podložene s kamninsko podlago; berg se nanaša tudi na snov kamnine. Za vse praktične namene lahko fjell prevedemo kot 'gora' in v norveškem jeziku ni nobene druge pogosto uporabljene besede za goro.

### Švedska
Na Švedskem se fjäll na splošno nanaša na katero koli goro ali vzpetino, ki je dovolj visoka, da gozd ne bo naravno preživel na vrhu, pravzaprav gorska tundra. Fjäll se uporablja predvsem za opisovanje gora v nordijskih državah, pa tudi bolj splošno za opisovanje gora, ki jih oblikujejo ogromne ledene plošče, predvsem v arktičnih in subarktičnih regijah. Vendar obstajajo narečne razlike v rabi, pri čemer se sorazmerno nizke gore ali planote, včasih porasle z drevesi, v Bohuslänu in Västergötlandu (npr. narodni park Safjällets in Kynnefjäll imenujejo fjäll, podobno kot beseda se uporablja v norveščini.

### Finska
V finščini se gore, značilne za območje Laponske, imenujejo tunturi (množina tunturit), tj. 'krzno'. Tunturi je dovolj visok hrib, da je njegov vrh nad gozdno mejo in ima alpsko tundro. V finščini se geografski izraz vuori uporablja za nedavno dvignjene gore in z nazobčanim terenom s stalnimi ledeniki, medtem ko se tunturi nanaša na staro, močno erodirano, rahlo oblikovano območje brez ledenikov, kot ga najdemo na Finskem. So okroglo osamelci, ki se dvigajo iz sicer ravninske okolice. Drevesna meja je lahko zaradi visoke zemljepisne širine na precej nizki nadmorski višini, na primer 600 m v Enontekiöju. Fells v finski Laponski tvorijo ostanke gorovja Karelides, ki je nastalo pred dvema milijardama let. Izraz tunturi se na splošno uporablja tudi za ravnice brez dreves na velikih nadmorskih višinah v regijah skrajnega severa. Izraz tunturi, prvotno beseda, omejena na skrajna severna narečja finščine in karelijščine, je izposojena iz samijščine, primerjaj protosamajsko *tuontër, južnosamsko doedtere, severnosamsko duottar, inari samsko tuodâr 'gorje, gore, tundra', Kildin Sami tūndâr, kar pomeni 'gorje, brezlesno gorsko območje' in je sorodno s finskim strojarjem 'trda tla'. Iz te samijske besede je beseda tundra izposojena tudi v ruskem jeziku. Hribi, ki so visoki nad 50 m, vendar ne segajo do gozdne meje, se imenujejo vaara, medtem ko je splošni izraz za hribe, vključno s hribi, visokimi 50 m ali manj, mäki. V krajevnih imenih pa se tunturi, vaara in vuori uporabljajo nedosledno, npr. Rukatunturi je tehnično vaara, saj nima alpske tundre.

### Forfjäll
Izraz förfjäll (dobesedno 'predpad') se uporablja na Švedskem in Finskem za označevanje goratih območij, ki so nižja in manj razčlenjena od samega fjella. Vendar pa se po izrazitejšem reliefu, pogosto večjem številu planot in skladnih sistemih dolin förfjäll razlikuje tudi od valovitega hribovitega terena (bergkullsterräng) in ravnin s preostalimi griči (bergkullslätt). Na splošno förfjäll ne presega 1000 m nadmorske višine. Kot geomorfna enota se förfjäll razprostira čez Švedsko kot 650 km dolg in 40 do 80 km širok pas od Dalarne na jugu do Norrbottna na severu.